# Elasticità di marcia
L'elasticità di un motore è la capacità che esso possiede di avere un funzionamento stabile. "Un motore è stabile [...] quando la curva del suo momento motore è decrescente con il crescere del numero di giri".

## Che caratteristiche deve possedere il motore?
L'elasticità di un propulsore è strettamente legata alle sue caratteristiche di coppia motrice.
Un motore elastico ha una curva di coppia che aumenta col diminuire del numeri di giri, in modo tale che a un aumento della forza resistente si verifica sì una diminuzione della velocità, ma anche un aumento della capacità del motore di rispondere a tale sforzo maggiore. Generalmente un buon motore elastico ha una curva di potenza più piatta di un motore poco elastico, in quanto deve offrire la coppia massima ad un regime minore possibile, il che ne pregiudica l'espressione di potenza ai regimi superiori.
Nel caso della propulsione stradale, un accoppiamento motore-utilizzatore ideale richiederebbe che il motore fornisca una potenza alle ruote costante al variare della forza alle ruote e della velocità:
```
 

  

    

      

        

          
P

          

            
e

          

        

        
=

        
(

        

          
F

          

            
m

          

        

        

          
)

          

            
o

            
p

            
t

          

        

        

        
v

        
=

        
c

        
o

        
s

        
t

      

    

    
{\displaystyle P_{e}=(F_{m})_{opt}\,v=cost}

  

```

Con:
- {\displaystyle P_{e}}, potenza trasmessa;
- {\displaystyle (F_{m})_{opt}}, forza ottimale trasmessa;
- {\displaystyle v}, velocità alle ruote.

In questa ipotesi ottimale la forza motrice {\displaystyle F_{m}} disponibile alle ruote aumenterebbe al diminuire della velocità, con legge iperbolica. Poiché questo comportamento non è perseguibile nella realtà, si introducono dei rapporti di trasmissione, i quali hanno un andamento a parabola decrescente.

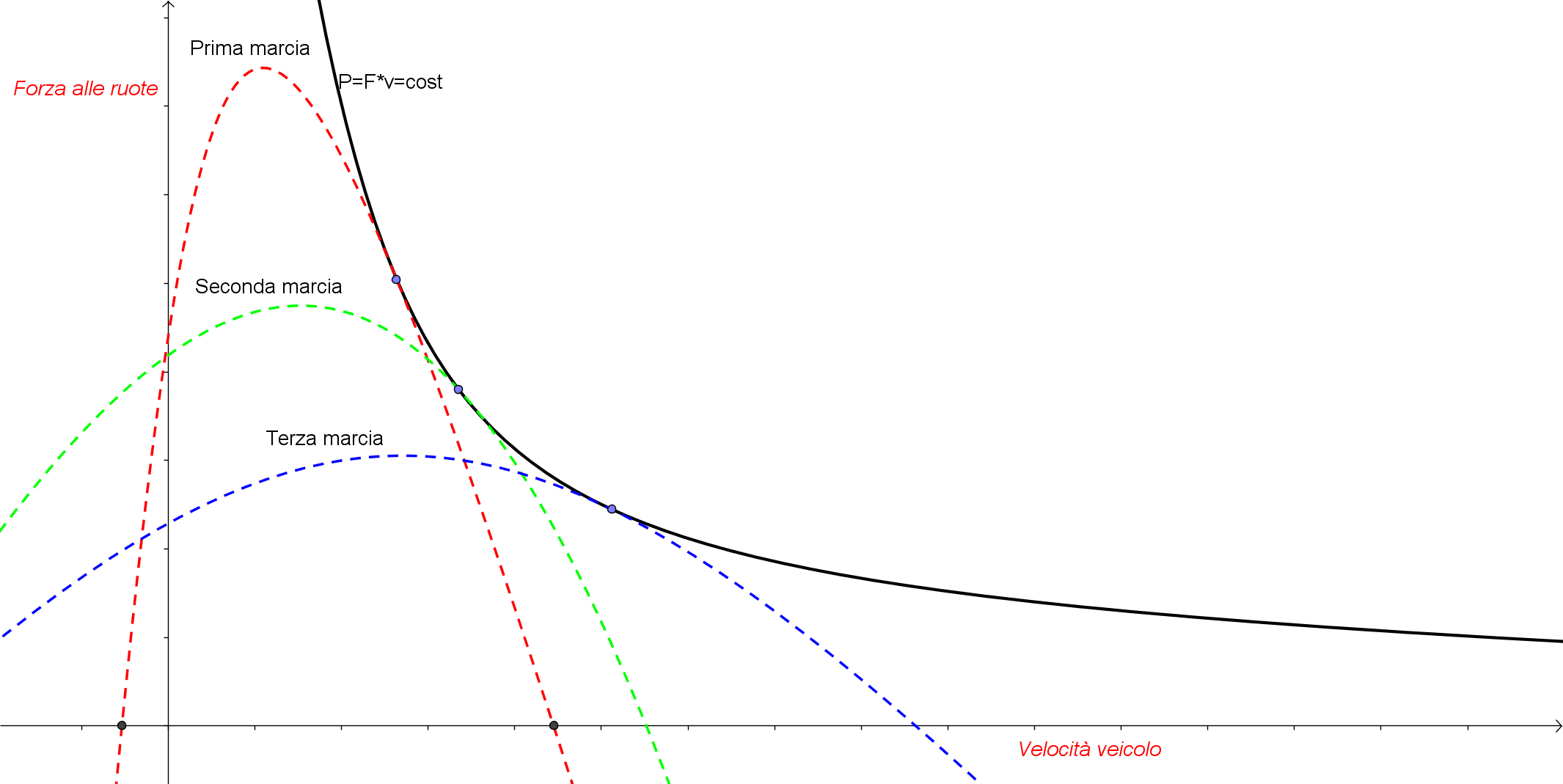

In figura è rappresentato con linea continua nera l'andamento iperbolico ideale, con linea rossa la marcia più piccola, con linea verde la seconda marcia e con linea blu la marcia più grande. Nell'asse orizzontale è rappresentata la velocità del veicolo, nell'asse verticale la forza alle ruote. Il motore è tanto più elastico quanto più è ripido il ramo decrescente (quello destro) delle marce, ovvero si adatta meglio all'andamento iperbolico ideale.
Tipicamente l'elasticità di un motore è inversamente proporzionale alla massima potenza sviluppabile: un'autovettura da città è solitamente progettata per avere un motore elastico, cioè pronto a reagire velocemente alle variazioni di carico e con basse potenze massime. Una vettura sportiva invece è progettata per raggiungere elevate potenze massime, a discapito dell'elasticità del motore.